# Demostración de Wiles del último teorema de Fermat

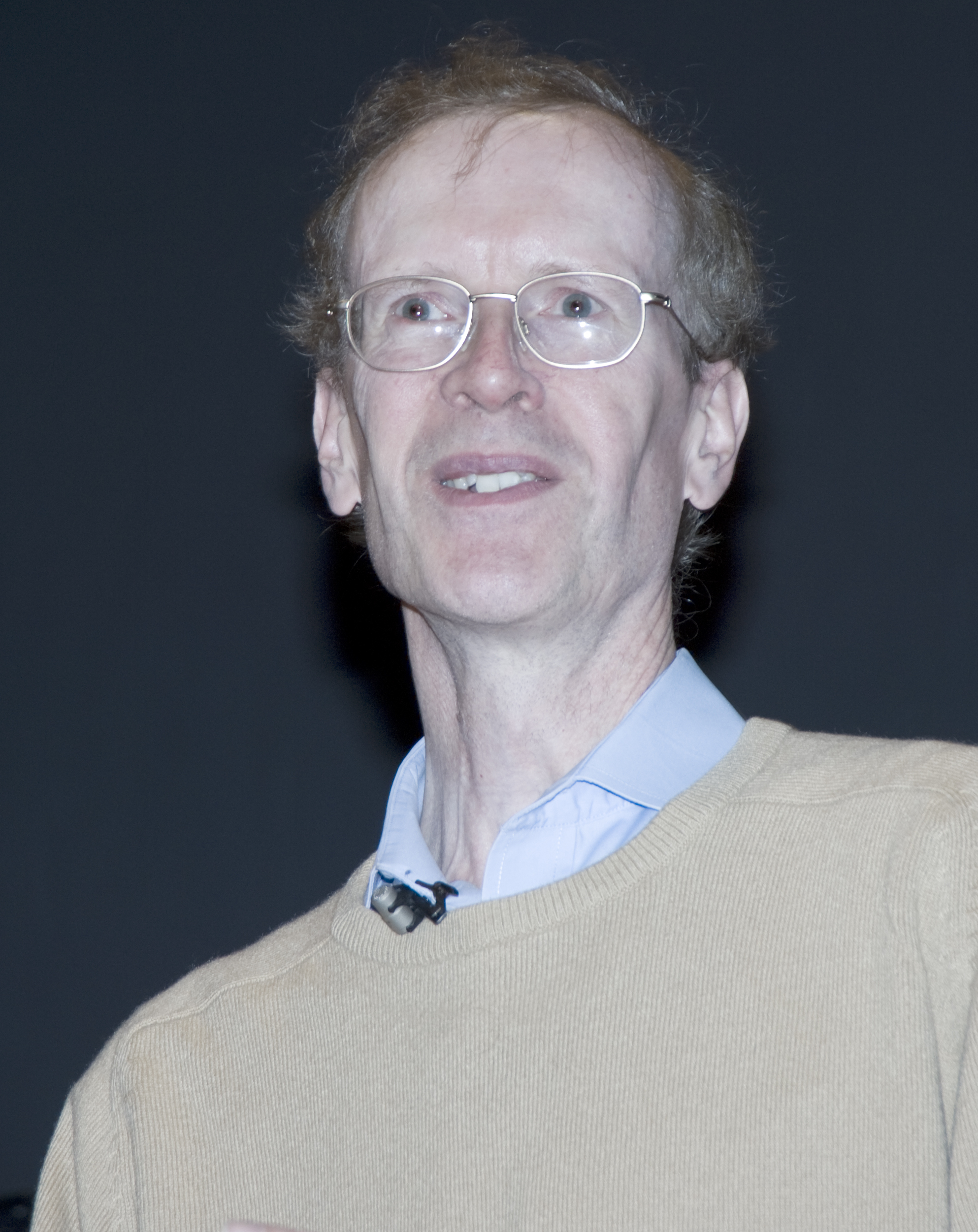
Sir Andrew John Wiles.

La demostración de Wiles del último teorema de Fermat es una demostración del matemático británico Andrew Wiles de un caso especial del teorema de modularidad para curvas elípticas. Junto con el teorema de Ribet, proporciona una demostración del último teorema de Fermat. Tanto el último teorema de Fermat como el teorema de la modularidad eran considerados imposibles de demostrar utilizando los conocimientos actuales por casi todos los matemáticos actuales de la época.: 203–205, 223, 226 
Wiles anunció por primera vez su demostración el 23 de junio de 1993 en una conferencia en la Universidad de Cambridge titulada "Formas modulares, curvas elípticas y representaciones de Galois". Sin embargo, en septiembre de 1993 se descubrió que la demostración contenía un error. Un año más tarde, el 19 de septiembre de 1994, en lo que él llamaría "el momento más importante de [su] vida laboral", Wiles tropezó con una revelación que le permitió corregir la demostración a satisfacción de la comunidad matemática. La demostración corregida se publicó en 1995.
La demostración de Wiles utiliza muchas técnicas de geometría algebraica y teoría de números, y tiene muchas ramificaciones en estas ramas de las matemáticas. También utiliza construcciones estándar de la geometría algebraica moderna, como la categoría de esquemas y la teoría de Iwasawa, y otras técnicas del siglo XX de las que Fermat no disponía. El método de la demostración de identificación de un anillo de deformación con un álgebra de Hecke (ahora denominado teorema R=T) para demostrar teoremas de elevación de modularidad ha sido un avance influyente en la teoría algebraica de números.
Juntos, los dos artículos que contienen la demostración tienen 129 páginas, y consumieron más de siete años de investigación de Wiles. John Coates describió la demostración como uno de los mayores logros de la teoría de números, y John Conway la llamó "la demostración del siglo [XX]". El camino de Wiles para demostrar el Último Teorema de Fermat, mediante la demostración del teorema de la modularidad para el caso especial de curva elíptica semiestables, estableció poderosas técnicas de elevación de la modularidad y abrió enfoques completamente nuevos a otros numerosos problemas. Por demostrar el último teorema de Fermat, fue knighted, y recibió otros honores como el Abel Prize de 2016. Al anunciar que Wiles había ganado el Premio Abel, la Academia Noruega de Ciencias y Letras describió su logro como una "demostración asombrosa".